# Бэлан, Лучан
Лучан Бэлан (рум. Lucian Bălan; 5 мая 1948, Бухарест, Румыния — 12 ноября 2015, Бая-Маре, Румыния) — румынский футболист, полузащитник. Выступал за сборную Румынии. Обладатель Кубка европейских чемпионов (1985/86) и Суперкубка Европы (1986).

## Карьера
Начал профессиональную карьеру в 1978 году, в футбольном клубе «Автобузул». В этом клубе тренировался в течение 3 лет. Позже занимался в Высшей школе Бухареста, и клубе «Манерул Кавник».
В 1978 начал играть на взрослом уровне в клубе «Бая-Маре». В составе этого клуба играл до 1985 года, за это время провел 164 матча, в которых забил 17 раз.
В 1985 перешел в клуб «Стяуа». В его составе он выиграл Кубок европейских чемпионов сезона 1985/1986, а также Суперкубок Европы 1986 года. Также 4 раза чемпионат Румынии и 2 раза кубок Румынии. Всего за это время провёл 87 матчей, в которых забил 5 мячей.
В 1989-1991 годах выступал в клубах «Беерсхот», «Реал Мурсия» и «Стяуа», где и завершил профессиональную карьеру.
В 1993-1994 годах тренировал клубы «Феникс Бая-Маре» и «Бая-Маре».

## Награды

### Бая-Маре
Кубок Румынии
- Призер (1): 1982

### Стяуа
Чемпионат Румынии
- Чемпион (4): 1985–86, 1987-88, 1988-89, 1989-1990

Кубок Румынии
- Чемпион (2): 1987, 1989

Кубок европейских чемпионов
- Чемпион (1): 1985/1986
- Призер (1): 1988/1989

Суперкубок УЕФА
- Чемпион (1): 1986

Межконтинентальный кубок
- Призер (1): 1986